# Лужане (Подујево)
Лужане (алб. Lluzhan) је насељено место у општини Подујево, Косово и Метохија, Република Србија.

## Демографија
| Демографија | Демографија | Демографија |
| Година      | Становника  | Становника  |
| ----------- | ----------- | ----------- |
| 1948.       | 225         |             |
| 1953.       | 267         |             |
| 1961.       | 284         |             |
| 1971.       | 349         |             |
| 1981.       | 560         |             |
| 1991.       | 789         |             |